# 吉田敬 (哲学者)
吉田 敬（よしだ けい、1972年 - ）は、日本の哲学者。専門は社会科学の哲学。早稲田大学社会科学部教授。Philosophy of the Social Sciences編集長。早稲田大学リサーチアワード受賞。

## 人物・経歴
神奈川県生まれ。1997年国際基督教大学教養学部人文科学科卒業。1999年上智大学大学院哲学研究科哲学専攻博士前期課程修了。2002年上智大学大学院哲学研究科哲学専攻博士後期課程中退。2005年ヨーク大学大学院哲学専攻博士課程修了、Ph.D. 。専門は社会科学の哲学で、イアン・ジャーヴィーに師事した。
2007年東京大学グローバルCOE「共生のための国際哲学教育研究センター」（UTCP）特任研究員。2011年東京大学グローバルCOE「共生のための国際哲学教育研究センター」（UTCP）特任講師、南フロリダ大学哲学科客員研究員。2012年東京大学大学院医学系研究科医療倫理学分野特任研究員。
2015年早稲田大学社会科学総合学術院専任講師。2016年早稲田大学リサーチアワード（国際研究発信力）受賞。2017年早稲田大学社会科学総合学術院准教授。2021年紀伊國屋じんぶん大賞読者と選ぶ人文書ベスト30第27位入賞。2022年早稲田大学社会科学総合学術院教授、ヨーク大学教養・専門職研究学部哲学科客員研究員。2023年Philosophy of the Social Sciences編集長。

## 著作
- "Rationality and Cultural Interpretivism: A Critical Assessment of Failed Solutions" Lexington Books 2014年
- 『社会科学の哲学入門』勁草書房 2021年